# Nematologie

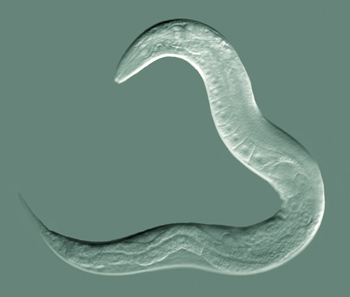
Caenorhabditis elegans

Nematologie ist die wissenschaftliche Disziplin, die sich mit den Studien über Nematoden, auch Fadenwürmer genannt, beschäftigt. Obwohl sich die Erforschung der Nematoden bis in die Antike zu Zeiten von Aristoteles bzw. noch früher zurückverfolgen lässt, wird der Beginn der Nematologie als eigenständiges Forschungsgebiet in der Mitte bis zum Ende des 19. Jahrhunderts angesehen.

## Geschichte

### Vor 1850
Die Grundlage der Nematologie lag in der Beobachtung und der Dokumentation von Fadenwürmern. Die früheste Erwähnung von Fadenwürmern findet man vermutlich im Pentateuch des Alten Testaments. Im 4. Buch Mose steht: „Da schickte der HERR Feuerschlangen unter das Volk. Sie bissen das Volk und viel Volk aus Israel starb.“ Verschiedene Nematologen vermuten und die Indizien deuten darauf hin, dass mit „Feuerschlangen“ der Medinawurm (Dracunculus medinensis) bezeichnet wurde, da dieser Fadenwurm in der Region des Roten Meeres verbreitet ist.
Vor 1750 wurde eine große Anzahl an Beobachtungen von bekannten Gelehrten verschiedener Epochen dokumentiert. Hippokrates (ca. 420 v. Chr.), Aristoteles  (ca. 350 v. Chr.), Celsus (ca. 10 v. Chr.), Galenos (ca. 180 n. Chr.) und Redi (1684) beschrieben Fadenwürmer, die Menschen, andere große Säugetiere und Vögel parasitierten. Als Erster beschrieb Borellus 1653 frei lebende Nematoden, die er vinegar eel (dt. Essigaal) nannte. Edward Tyson nutze 1683 ein einfaches Mikroskop, um die grobe Anatomie des Spulwurms (Ascaris lumbricoides), einem Darmparasiten des Menschen, zu beschreiben. Andere bekannte Mikroskopiker beobachteten und beschrieben freilebende und parasitische Fadenwürmer, beispielsweise Robert Hooke (1683), Antoni van Leeuwenhoek (1722), John Needham (1743) und Lazzaro Spallanzani (1769).
Fadenwürmer, die Pflanzen parasitieren, fielen den frühen Wissenschaftlern zunächst nicht auf, sodass sie weniger Aufmerksamkeit erhielten als Nematoden, die Tiere parasitieren. Ein früher Hinweis auf pflanzenparasitierende Fadenwürmer stammt von William Shakespeare. In seiner Komödie Verlorene Liebesmüh von 1594 findet sich in der dritten Szene des vierten Akts die Zeile: „Sowed cockle, reap'd no corn“ (dt. Bedeutung: Getreide gesät, kein Korn geerntet), die wahrscheinlich auf durch Parasitierung von Weizenälchen (Anguina tritici) verdorbenen Weizen Bezug nimmt. Needham öffnete derartig verdorbene Getreidekörner und fand darin aquatische Tiere, die er Würmer, Aale oder Schlangen nannte, da sie diesen Tieren ähnelten. Darüber hinaus findet man wenige oder keine Beobachtungen von pflanzenparasitierenden Fadenwürmern oder ihren Auswirkungen in der antiken Literatur.
Zwischen 1750 und dem frühen 20. Jahrhundert war die Nematologie weiterhin eine Disziplin, die sich hauptsächlich mit der Beschreibung und der Systematik von Nematoden beschäftigte, die entweder freilebend sind oder als Parasiten von Tieren und Pflanzen leben.

### 1850 bis heute
Julius Kühn war vermutlich der Erste, der Kohlenstoffdisulfid als Begasungsmittel einsetzte, um Nematoden als Schädlinge zu bekämpfen. Der Schädlingsbekämpfung setzte er in Deutschland auf Feldern ein, auf denen Zuckerrüben angebaut wurden. Von 1870 bis 1910 konzentrierte die Nematologie auf die Forschung in Europa zur Kontrolle von Zuckerrübennematoden, weil die Zuckerproduktion in dieser Zeit einen industriellen Schwerpunkt bildete.
Obwohl Wissenschaftler im 18. und 19. Jahrhundert eine große Menge an grundlegenden und angewandten Kenntnissen über die Biologie der Nematoden zusammentrugen, wurde die Nematodenforschung hauptsächlich ab dem beginnenden 20. Jahrhundert vorangetrieben. Nachdem Wissenschaftler Zuckerrübennematoden südlich der Stadt beobachtet hatten, wurde 1918 in Salt Lake City im US-Bundesstaat Utah unter der Leitung von Harry B. Shaw die erste Station eingerichtet, in der dauerhaft Feldstudien zu Fadenwürmern durchgeführt wurden. Im selben Jahrzehnt veröffentlichte Nathan Cobb sein Werk Contributions to a Science of Nematology (dt. Beiträge zu Wissenschaft der Nematologie) und sein Laborhandbuch Estimating the Nema Population of Soil (dt. Schätzung der Nematoden-Population im Boden). Die Veröffentlichungen weisen auf verschiedene Methoden und Geräte hin, die teilweise bis heute von Nematologen genutzt werden. Aus diesem Grund gilt Cobb als einer der Wegbereiter der modernen Nematologie.
Zwischen 1900 und 1925 wurden in den USA verschiedene staatliche Forschungsstationen betrieben, um Probleme im Bezug zur Agrarökonomie zu erforschen; nur wenige dieser Stationen widmeten ihre Aufmerksamkeit pflanzenparasitierenden Nematoden. Die Disziplin der Nematologie wurde durch drei Ereignisse vorangetrieben, die in der Folgezeit einen großen Einfluss auf die Nematodenforschung hatten. Das erste Ereignis war die Entdeckung der Goldnematode (Globodera rostochiensis) auf Kartoffelfeldern auf Long Island. In Europa war diese Nematode und ihre verheerende Wirkung auf Kartoffelpflanzen bereits vorher bekannt, weshalb der Schädling ernst genommen wurde. Das zweite Ereignis war die Entwicklung von Nematiziden wie 1,2-Dibromethan, mit denen Fadenwürmer effektiv auf Ackern bekämpft werden konnten. Der dritte Punkt war die Zucht von nematodenresistenten Kulturpflanzen, die staatliche Fördermittel für die nematologische Forschung begünstigte. Es kam zu einer Verschiebung von der beschreibenden und systematisierenden Wissenschaft hin zur Wissenschaft, welche die Bekämpfung von Fadenwürmern als Schädlingen vorantrieb, weil sich nach 1930 die meisten Nematologen mit pflanzenpathologischen und agrarökonomischen Fragen befassten.

## Beiträge zu anderen Wissenschaften
Nematologen trugen im 19. Jahrhundert auch zu anderen Naturwissenschaften wichtige Erkenntnisse bei. Otto Bütschli beobachtete die Bildung von Polkörperchen bei der Fissiparie eines Nematoden. Édouard van Beneden fand bei der Untersuchung von Pferdespulwürmern (Parascaris equorum) heraus, dass die elterlichen Chromosomen voneinander getrennt werden können und entdeckte so den Mechanismus der Mendelschen Regeln. Theodor Boveri konnte beweisen, dass somatische Zellen keinen Einfluss auf die Vererbung haben.
Caenorhabditis elegans wird häufig als Modellorganismus eingesetzt. So wurde sein Genom als das erste einer höherentwickelten Tierart vollständig sequenziert.